# Goddard (månekrater)
Goddard er et nedslagskrater på Månen. Det befinder sig på den nordlige halvkugle på Månens forside tæt ved dens østlige rand, hvorfor det ses fra siden ved betragtning fra Jorden. Det ses bedst ved gunstige librationer, når disse bringer det længere ind i synsfeltet. Det er opkaldt efter den amerikanske raketingeniør Robert H. Goddard ( 1882 – 1945).
Navnet blev officielt tildelt af den Internationale Astronomiske Union (IAU) i 1964.

## Omgivelser
Goddardkrateret ligger i Mare Marginis, nordøst for det fremtrædende Neperkrater. Ibn Yunus-krateret, som er resterne af et krater, er forbundet med dets sydøstlige rand, og Goddard ligger delvis over det. Mod nordøst ligger Al-Biruni-krateret.

## Karakteristika
Goddards kraterrand er næsten udslettet i den sydlige del, og kraterbunden står i forbindelse med det omgivende mare gennem åbninger i denne del af krateret. Resten af randen er betydeligt nedslidt og eroderet, så der kun er en ring af ujævnt terræn, som omgiver den indre kraterbund.
Bunden er blevet dækket af lavaoversvømmelser, som har efterladt den næsten flad og uden særlige træk. Der er ingen central top, og kun få småkratere i dens overflade. De mest fremtrædende af disse er et kraterpar i bundens syd-sydvestlige del.

## Satellitkratere
De kratere, som kaldes satellitter, er små kratere beliggende i eller nær hovedkrateret. Deres dannelse er sædvanligvis sket uafhængigt af dette, men de får samme navn som hovedkrateret med tilføjelse af et stort bogstav. På kort over Månen er det en konvention at identificere dem ved at placere dette bogstav på den side af satellitkraterets midte, som ligger nærmest hovedkrateret. Goddardkrateret har følgende satellitkratere:
| Goddard | Længde  | Bredde  | Diameter |
| ------- | ------- | ------- | -------- |
| A       | 17,0° N | 89,6° Ø | 12 km    |
| B       | 16,0° N | 86,8° Ø | 12 km    |
| C       | 16,5° N | 85,1° Ø | 49 km    |

## Måneatlas
- Billeder af Goddardkrateret i LPI-måneatlasset
- USGS-kort